# U-Bahnhof Chreschtschatyk

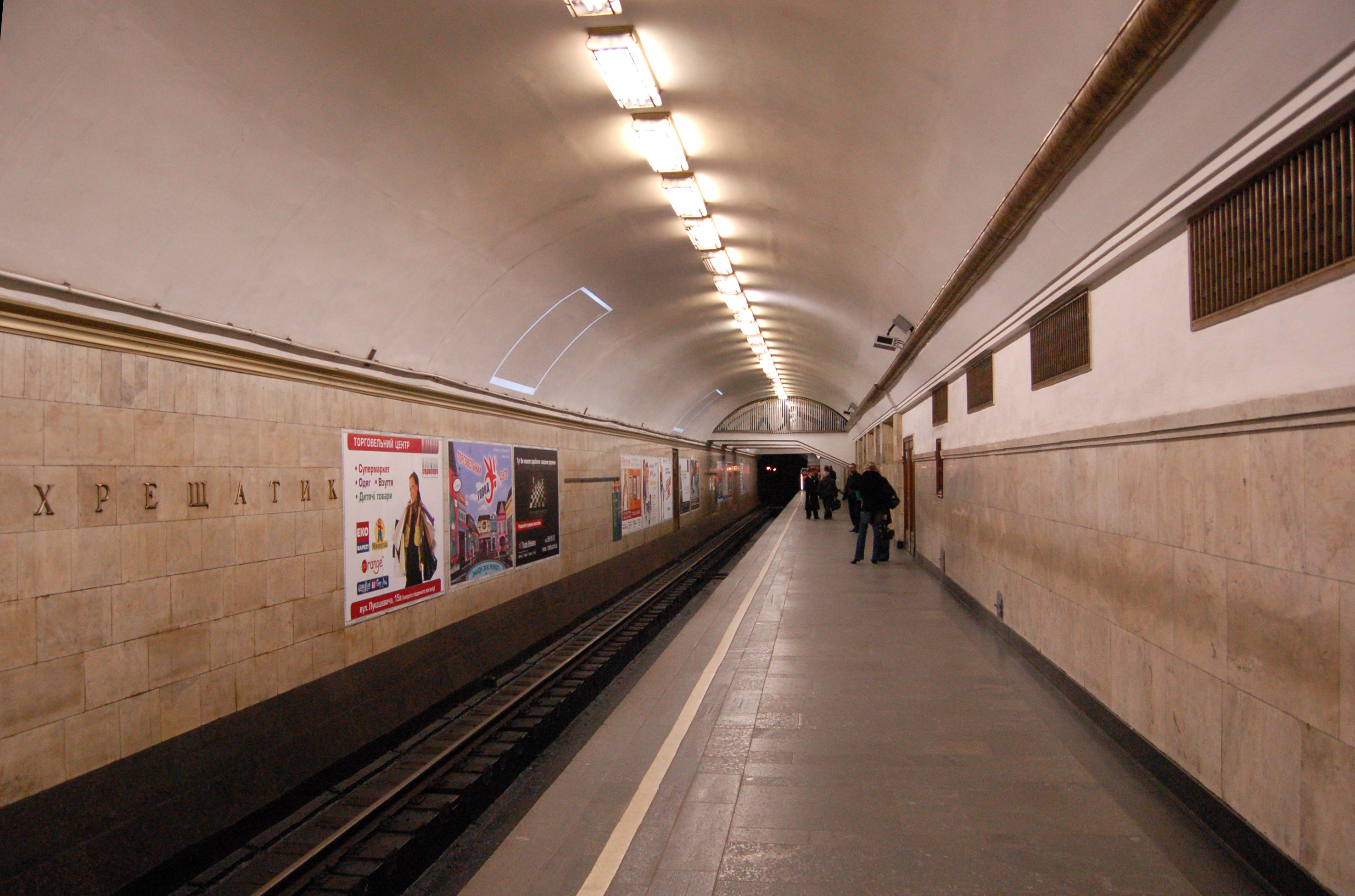
Bahnsteig des Bahnhofs

Der U-Bahnhof Chreschtschatyk (ukrainisch Хрещатик (станція метро)/ Chreschtschatyk (stanzija metro), ⓘ) ist ein U-Bahnhof der Metro Kiew am Chreschtschatyk, dem zentralen Boulevard der ukrainischen Hauptstadt Kiew. Der Bahnhof-Komplex ist ein architektonisches Denkmal und hat ein Personenverkehrsaufkommen von täglich 39.500 Personen.
Der unter Leitung des Architekten Anatolij Dobrowolskyj erbaute und am 6. November 1960 eröffnete U-Bahnhof in Tieflage verfügt über drei unterirdischen Hallen und zwei Eingänge: Den Haupteingang am Chreschtschatyk Hausnummer 19a und einen Zweiten am Hotel Ukrajina. Er hat einen 100 m langen und 19,7 m breiten Bahnsteig und ist täglich von 5.40 Uhr bis 00.12 Uhr geöffnet.

## Anbindung
Der Bahnhof liegt an der 22,7 km langen U-Bahn-Linie 1 (Swjatoschynsko-Browarska) zwischen den U-Bahnhöfen Teatralna und Arsenala.
Am U-Bahnhof besteht eine Umsteigemöglichkeit zur U-Bahn-Linie 2 am U-Bahnhof Majdan Nesaleschnosti.